# Bayındırlı, Düziçi
Bayındırlı là một xã thuộc huyện Düziçi, tỉnh Osmaniye, Thổ Nhĩ Kỳ. Dân số thời điểm năm 2010 là 897 người.